# マリオ・ヴシュコヴィッチ (2001年生のサッカー選手)
マリオ・ヴシュコヴィッチ（クロアチア語: Mario Vušković、2001年11月16日 - ）は、クロアチアのサッカー選手。ポジションはDF。

## クラブ歴
地元のRNKスプリトの下部組織でサッカーを始め、HNKハイドゥク・スプリトの下部組織に移籍。当初は守備的ミッドフィールダーであったが、センターバックにコンバートされた。2018年10月にネクスト・ジェネレーション2018に選出された。
2019年8月18日にトップチーム初出場。しかしダミル・ブリッチ監督の下では出場機会は多く巡ってこなかった。その中で11月16日の代表戦で腕を骨折し3ヶ月の離脱となった。イゴール・トゥドール監督になると、アドリアン・イスマイリの新型コロナウイルス感染とニハド・ムヤキッチの負傷に伴ってレギュラーを確保、2020年6月16日にトップチーム初得点を記録した。
2020-21のプレシーズンにはSSCナポリを筆頭にセリエAのクラブから興味を持たれた。しかし会長が彼を「クラブのプロジェクト」と呼ぶほど重要視していたため、移籍は成立しなかった。5月の初めにはセルティックFCとトリノFCが獲得に動いていると報じられた。
2021年8月31日に2.ブンデスリーガのハンブルガーSVに条件付き買取義務つきで期限付き移籍。9月18日に移籍後初出場を記録した。

## 代表歴
U-17代表としてUEFA U-17欧州選手権2017に出場。
U-21代表としてUEFA U-21欧州選手権2021には予選から出場、2021年3月9日には本戦グループステージメンバーにも選出された。5月17日には決勝トーナメントのメンバーにも選出された。

## 個人
サッカー一家の生まれで、曾祖父のマルコ・ヴシュコヴィッチ、彼の名前の由来となった祖父のマリオ・ヴシュコヴィッチ、父のダニイェル・ヴシュコヴィッチ、いとこのモレノ・ヴシュコヴィッチもサッカー選手。
憧れの選手はセルヒオ・ラモスである。